# Edmond Ætheling
Vous lisez un « bon article » labellisé en 2024.
Edmond Ætheling est un prince de la maison de Wessex né en 1016 ou 1017 et mort avant 1057.
Edmond est l'un des deux fils du roi Edmond Côte-de-Fer, qui règne brièvement sur l'Angleterre et lutte pour le trône avec le Danois Knut le Grand. Après la mort d'Edmond, en novembre 1016, Knut devient seul roi d'Angleterre et envoie les jeunes fils de son rival, Édouard et Edmond, en exil sur le continent.
Les sources médiévales ne s'accordent pas sur le parcours des deux princes. Ils pourraient avoir vécu un temps en Suède et à la cour de Iaroslav le Sage, à Kiev, avant de s'établir en Hongrie. Edmond, qui a peut-être épousé une princesse hongroise, meurt dans ce pays le 10 janvier d'une année inconnue avant 1057.

## Contexte
Après quelques décennies d'accalmie, le royaume d'Angleterre est la cible d'attaques vikings de grande ampleur à partir des années 990, sous le règne d'Æthelred le Malavisé. Le roi danois Sven à la Barbe fourchue conquiert le pays en décembre 1013, mais il meurt quelques mois plus tard, en février 1014, et son fils Knut est chassé d'Angleterre au retour d'Æthelred.
En 1015, deux thegns du Danelaw, les frères Morcar et Sigeferth, sont assassinés par l'ealdorman de Mercie Eadric Streona. Le roi Æthelred, dont Eadric est le conseiller le plus écouté, confisque leurs biens et envoie Ealdgyth, la veuve de Sigeferth, à l'abbaye de Malmesbury. Le fils aîné d'Æthelred, Edmond Côte-de-Fer, qui était proche des deux thegns assassinés, s'oppose ouvertement à son père en prenant le contrôle de leurs terres et en épousant Ealdgyth après l'avoir délivrée. Les habitants de la région des Cinq Bourgs le reconnaissent comme roi,.
Knut, le fils de Sven, revient alors en Angleterre à la tête d'une armée de conquête. À la mort d'Æthelred, en avril 1016, Edmond est reconnu roi et poursuit la lutte contre Knut. Vaincu à Assandun au mois d'octobre, il accepte une division du royaume avec le prince danois. Il meurt à son tour quelques semaines plus tard, le 30 novembre, laissant Knut devenir seul roi de toute l'Angleterre.

## Biographie

### Naissance
Edmond et son frère Édouard sont les fils d'Edmond Côte-de-Fer et d'Ealdgyth. Comme leurs parents se sont mariés à la fin de l'été 1015, ils sont nés en 1016 ou 1017,. Leur père étant mort quinze mois après son mariage au plus tard, ils doivent être jumeaux, à moins que l'un d'eux ne soit un enfant posthume. Le chroniqueur du XIIe siècle Guillaume de Malmesbury affirme qu'Edmond, qu'il nomme à tort Eadwig, est le frère aîné d'Édouard,. Tous deux sont des æthelings, des princes éligibles à la royauté, mais la mort prématurée de leur père les éloigne du trône qu'occupe solidement Knut.

### Une vie en exil

L'Europe en 1030.

Dans son article sur Édouard l'Exilé pour l'Oxford Dictionary of National Biography, le médiéviste M. K. Lawson souligne le caractère problématique des sources concernant la vie des deux princes. La seule certitude à leur sujet est qu'ils ont été envoyés en Europe continentale à un très jeune âge et qu'ils y ont passé toute leur vie, à l'exception du bref retour d'Édouard en Angleterre en 1057.
D'après le chroniqueur du XIIe siècle Jean de Worcester, Eadric Streona presse Knut de mettre à mort les fils du roi Edmond, mais le roi hésite à commettre ces infanticides sur le sol anglais et décide d'envoyer les enfants en Suède pour qu'ils soient tués là-bas. Cependant, le roi suédois refuse d'obéir à Knut et envoie les princes à la cour de Hongrie,. La version D de la Chronique anglo-saxonne indique, dans une entrée rédigée à la fin du XIe siècle, qu'Édouard est envoyé en Hongrie par Knut « pour le trahir ». L'historien Nicholas Hooper considère qu'un trajet direct entre l'Angleterre et la Hongrie représente une simplification excessive des choses, ce que l'absence de mention d'Edmond tend à confirmer,,.
D'autres sources suggèrent qu'ils ont passé une partie de leur vie à la cour du prince de Kiev Iaroslav le Sage. Les Leges Edwardi Confessoris affirment qu'ils ont été accueillis par lui et Adam de Brême écrit qu'ils ont été condamnés à l'exil en Russie,. Le généalogiste Szabolcs de Vajay (en) suggère qu'ils ont pu rester en Suède jusqu'en 1028. Cette année-là, le roi Olaf de Norvège, chassé par Knut, se réfugie en Suède avant de poursuivre sa route vers Kiev. De Vajay estime possible qu'il ait été accompagné par les deux princes anglais dans son voyage. Il note que le prince hongrois André réside un temps à la cour de Iaroslav et avance l'hypothèse qu'il est accompagné d'Edmond et Édouard lorsqu'il rentre en Hongrie pour s'emparer du trône en 1046, ce qui expliquerait la présence des deux frères dans ce royaume.
Dans son Estoire des Engleis, rédigée dans les années 1130, le poète anglo-normand Geoffroy Gaimar raconte que c'est Emma de Normandie, femme de Knut après avoir été celle d'Æthelred, qui est à l'origine de l'exil des princes. Elle aurait convaincu Knut qu'ils constituaient une menace pour lui en tant qu'héritiers légitimes du trône. Gaimar affirme qu'ils sont envoyés au Danemark, chez un homme puissant nommé Walgar. Lorsqu'ils atteignent l'âge de douze ans, les Anglais réclament leur retour pour qu'ils les gouvernent. Emma, qui souhaite que les fils qu'elle a eus avec Æthelred accèdent un jour au pouvoir, presse alors Knut de les faire estropier, mais Walgar refuse d'obéir et s'enfuit avec eux à Gardimbre (peut-être une forme corrompue de Garðaríki, nom donné à la Russie par les Scandinaves), puis en Hongrie. Les historiens Simon Keynes et Frank Barlow n'accordent pas de crédit à ce récit qu'ils jugent fantaisiste,. De son examen des sources, le premier conclut qu'il est probable qu'Edmond et Édouard se soient d'abord rendus en Suède, puis à Kiev et enfin en Hongrie.
D'après le chroniqueur du XIIe siècle Ælred de Rievaulx, Edmond se marie avec une fille du roi de Hongrie. Simon Keynes note qu'il a pu obtenir cette information durant son séjour à la cour du roi écossais David Ier, petit-fils par sa mère d'Édouard l'Exilé.

### Mort

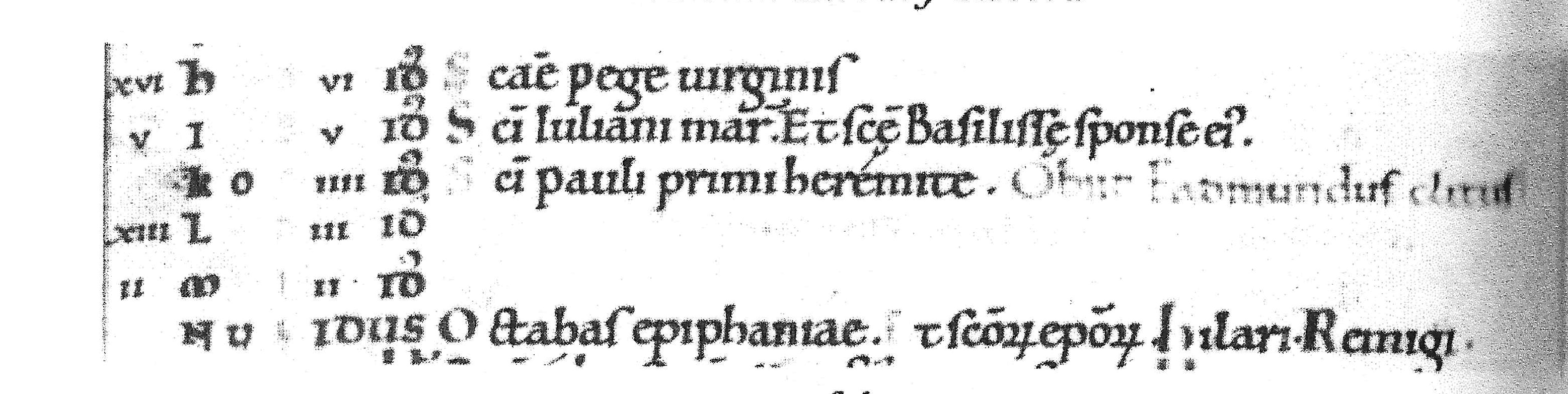
La mort d'Edmond dans le manuscrit Douce 296 : Obiit Edmundus clitus (clitus est l'équivalent latin du vieil-anglais ætheling).

Ælred affirme qu'Edmond meurt peu après son mariage, et Jean de Worcester indique qu'il meurt en Hongrie,. Son décès figure dans un psautier du milieu du XIe siècle conservé à la bibliothèque Bodléienne sous la cote Douce 296. Il inclut un calendrier des saints dans lesquels les décès d'Edmond et Édouard ont été ajoutés ultérieurement. Celui d'Edmond figure en date du 10 janvier, mais l'année n'en est pas précisée. Le prince est probablement mort avant 1054, date à laquelle Édouard le Confesseur envoie l'évêque Ealdred sur le continent pour ramener son frère Édouard en Angleterre. Il l'est certainement en 1057, lorsque Édouard meurt quelques jours après son retour en Angleterre.

### Sources primaires
- (en) R. R. Darlington (éd.), P. McGurk (éd.) et Jennifer Bray (trad.), The Chronicle of John of Worcester, vol. 2, Oxford, Clarendon Press, 1995 (ISBN 978-0-19-822261-3).
- (en) Roger A. B. Mynors (éd.), Rodney M. Thomson (éd.) et Michael Winterbottom (éd.), William of Malmesbury : Gesta Regum Anglorum, The History of the English Kings, Oxford, Clarendon Press, 1998 (ISBN 978-0-19-820678-1).
- (en) Michael Swanton (trad.), The Anglo-Saxon Chronicle, Londres, Phoenix, 2000 (ISBN 978-1-84212-003-3).
- (en) Rodney M. Thomson (éd.) et Michael Winterbottom (éd.), William of Malmesbury: Gesta Regum Anglorum, The History of the English Kings, vol. II, Oxford, Clarendon Press, 1999 (ISBN 978-0-19-820682-8).

### Sources secondaires
- (en) Frank Barlow, Edward the Confessor, New Haven, Yale University Press, 1997 (ISBN 978-0-300-07208-2).
- (en) Frank Barlow, The Godwins : The Rise and Fall of a Noble Dynasty, Londres, Pearson Longman, 2002 (ISBN 978-0-582-78440-6).
- (en) Szabolcs de Vajay, « Agatha, Mother of St. Margaret, Queen of Scotland », Duquesne Review, vol. 7, no 2,‎ printemps 1962.
- (en) Nicholas Hooper, « Edgar the Ætheling: Anglo-Saxon Prince, Rebel and Crusader », Anglo-Saxon England, vol. 14,‎ 1985 (DOI 10.1017/S0263675100001344).
- (en) Simon Keynes, « The Crowland Psalter and the Sons of King Edmund Ironside », Bodleian Library Record, vol. 11, no 1,‎ 1985 (ISSN 0067-9488).
- (en) Simon Keynes, « Æthelred II [Ethelred; known as Ethelred the Unready] (c. 966x8–1016) », dans Oxford Dictionary of National Biography, Oxford University Press, 2004 (lire en ligne ).
- (en) M. K. Lawson, « Edmund II (d. 1016) », dans Oxford Dictionary of National Biography, Oxford University Press, 2004a (lire en ligne ).
- (en) M. K. Lawson, « Edward Ætheling [called Edward the Exile] (d. 1057) », dans Oxford Dictionary of National Biography, Oxford University Press, 2004b (lire en ligne ).
- (en) Emma Mason, The House of Godwin : The History of a Dynasty, Londres, Hambledon and London, 2004 (ISBN 978-1-85285-389-1).